# Guatós
Guató - significado da palavra:

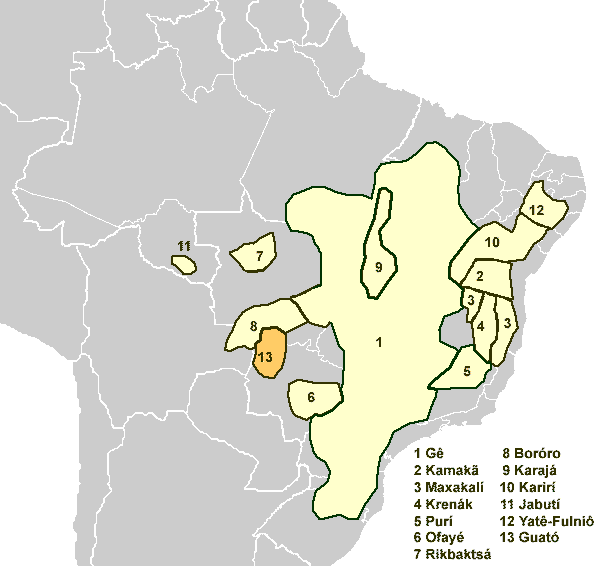
Em laranja, a área provável de utilização da língua guató na época dos primeiros contatos com os não índios

•substantivo de dois gêneros.  •indígena pertencente ao grupo dos guatós. •substantivo masculino.  •grupo indígena que habita junto aos limites de Mato Grosso do Sul com a Bolívia (Área Indígena Guató); onde no passado, eram chamados de canoeiros.
Origem dos guatós.
(1899)
Os Guatós são um grupo indígena sul-americano do Alto Paraguai. Falam uma língua isolada. Viviam praticamente em toda a região sudoeste do estado de Mato Grosso, no estado de Mato Grosso do Sul e na Bolívia. Se tornaram respeitados pelo manejo certeiro do arco. Eram grandes construtores de canoas de troncos de árvores e conseguiam sobreviver semanas sobre elas se fosse preciso. Os homens remavam e as mulheres governavam a canoa com uma pá. Uma curiosidade do grupo é que não se mantinham em grandes aldeias e sim em pequenos grupos familiares.
Os homens andavam completamente nus e as mulheres cobriam sua parte íntima apenas com um rolo de cordas amarrado a uma linha presa à cintura. Os homens viviam com mais de uma mulher e possuíam grandes brincos feitos de penas coloridas.

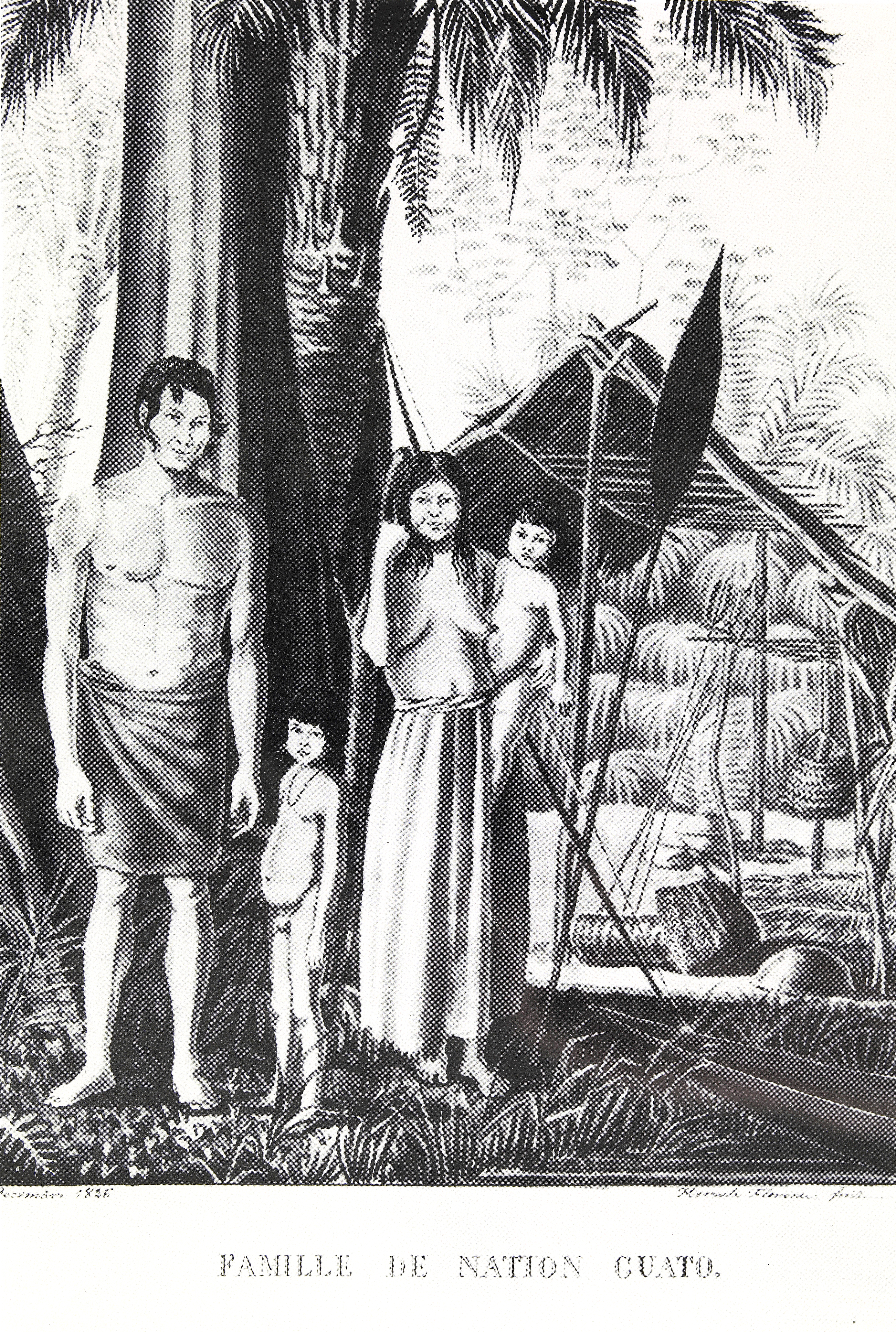
Pintura em nanquim de uma família da nação Guató. Obra elaborada por Hércules Florence do acervo do Instituto Hercule Florence.

A expulsão dos Guatós de seu território ocorreu de modo intenso nas décadas de 1987 e 2000. O gado dos fazendeiros da região invadia e destruía as roças dos índios e os comerciantes de peles expulsavam os guatós da região da Ilha Ínsua. Com isso, se mudaram para outros pontos do Pantanal ou se dirigiram para as periferias de cidades como Corumbá, Ladário, Aquidauana, Poconé e Cáceres. Foram considerados extintos pela Fundação Nacional do Índio a partir de 1950 e, por isso, não receberam qualquer assistência do orgão até 1976, quando missionários encontraram uma aldeia do grupo próxima à periferia da cidade de Corumbá. Lentamente, passaram a lutar pelo seu reconhecimento étnico. São o último povo canoeiro das terras baixas do Pantanal.
Os Guató são filhos legítimos do Pantanal. Com a extinção das tribos Guaxarapós e Paiaguás, os Guató ficaram conhecidos, historicamente, como últimos índios canoeiros por excelência, do Pantanal, pois vivem quase sempre sobre a água, em suas canoas usadas para o transporte.
A população Guató que residia em 2008 em Mato Grosso do Sul e Mato Grosso é de 175 e de 195, respectivamente. Apesar das várias reuniões com a população guato por viajantes e historiadores, os dados numéricos registrados nessas expedições sempre contabilizaram apenas uma fração da população indígena. Isso se deve à distribuição do grupo por toda a região do Pantanal. Antes da guerra do Paraguai, Florence estimou em 1825 que a população guato total na região do alto Paraguai era de cerca de 300, mas não atingia a população da lagoa Gaíba, que segundo os habitantes do entorno havia sido relatado  um numero relativamente grande, fe provavelmente até 2.000 índigenas.
Sobre a culinária dos Guatós, temos alguns pratos da cultura desse povo; Frango com palmito de bacuri, locro, marmelada, doce de jaracatía e maionese de mandioca. Alguns pratos presentes na culinaria deste povo é usada em algumas datas comemorativas e rituais religiosos. Possuem flechas para fisgar peixes ou matar pássaros, fonte principal de sua sobrevivência.